# Jordi Govea
Jordi Jair Govea Merlín (Esmeraldas, Ecuador; 9 de marzo de 1999) es un futbolista ecuatoriano con nacionalidad española. Juega como lateral izquierdo y su equipo actual es el N. K. Olimpija Ljubljana de la Primera Liga de Eslovenia.

## Trayectoria
Nacido en Esmeraldas, Ecuador, pero criado en Madrid, España, es un lateral izquierdo formado en las categorías inferiores del A. D. Colmenar Viejo desde 2005 a 2010, en la Escuela de Fútbol Siete Picos Colmenar en la temporada 2010-2011 y en el Real Madrid Club de Fútbol desde 2011 a 2018, donde iría quemando etapas desde categoría infantil hasta finalizar su etapa de juvenil en 2018.
El 6 de julio de 2018, firma un contrato por tres temporadas con el Swansea City Association Football Club para jugar en su equipo sub-21 con el que disputa la Premier League 2.
Tras finalizar su contrato con el Swansea City Association Football Club, en la temporada 2021-22 firma por el Birmingham City Football Club para jugar en su equipo sub-21 de la Premier League 2.
El 18 de marzo de 2022, llega a prueba al Independiente del Valle de la Serie A de Ecuador.
El 13 de agosto de 2022, se confirmó su fichaje por el F. C. Cincinnati y sería asignado al F. C. Cincinnati 2 de la MLS Next Pro, la tercera división estadounidense.
En julio de 2023 se vinculó por una temporada al Beroe Stara Zagora de la Primera División de Bulgaria.
El 28 de agosto de 2024 fue transferido al Olimpija Ljubljana de la Primera Liga de Eslovenia por tres temporadas.

## Estadísticas

### Clubes
Actualizado al último partido disputado el 24 de mayo de 2025.
| Club                               | Div.          | Temporada     | Liga  | Liga  | Copas nacionales | Copas nacionales | Copas internacionales | Copas internacionales | Total | Total |
| Club                               | Div.          | Temporada     | Part. | Goles | Part.            | Goles            | Part.                 | Goles                 | Part. | Goles |
| ---------------------------------- | ------------- | ------------- | ----- | ----- | ---------------- | ---------------- | --------------------- | --------------------- | ----- | ----- |
| F. C. Cincinnati 2 Estados Unidos  | 3.ª           | 2022          | 2     | 0     | —                | —                | —                     | —                     | 2     | 0     |
| F. C. Cincinnati 2 Estados Unidos  | 3.ª           | 2023          | 4     | 0     | —                | —                | —                     | —                     | 4     | 0     |
| F. C. Cincinnati 2 Estados Unidos  | Total club    | Total club    | 6     | 0     | 0                | 0                | 0                     | 0                     | 6     | 0     |
| Beroe Stara Zagora Bulgaria        | 1.ª           | 2023-24       | 26    | 1     | 2                | 0                | —                     | —                     | 28    | 1     |
| Beroe Stara Zagora Bulgaria        | 1.ª           | 2024-25       | 5     | 0     | 0                | 0                | —                     | —                     | 5     | 0     |
| Beroe Stara Zagora Bulgaria        | Total club    | Total club    | 31    | 1     | 2                | 0                | 0                     | 0                     | 33    | 1     |
| N. K. Olimpija Ljubljana Eslovenia | 1.ª           | 2024-25       | 13    | 0     | 4                | 0                | 3                     | 0                     | 20    | 0     |
| N. K. Olimpija Ljubljana Eslovenia | Total club    | Total club    | 13    | 0     | 4                | 0                | 3                     | 0                     | 20    | 0     |
| Total carrera                      | Total carrera | Total carrera | 50    | 1     | 6                | 0                | 3                     | 0                     | 59    | 1     |
| 1. 2.                              |               |               |       |       |                  |                  |                       |                       |       |       |

## Palmarés

### Títulos nacionales
| Título                    | Club                     | Año  |
| ------------------------- | ------------------------ | ---- |
| Primera Liga de Eslovenia | N. K. Olimpija Ljubljana | 2025 |